# Viekšniai
Viekšniai ( escoltar (?·pàg.)) és una ciutat del districte municipal de Mažeikiai en el comtat de Telšiai (Lituània). Està situada a uns 17 km de la ciutat de Mažeikiai.

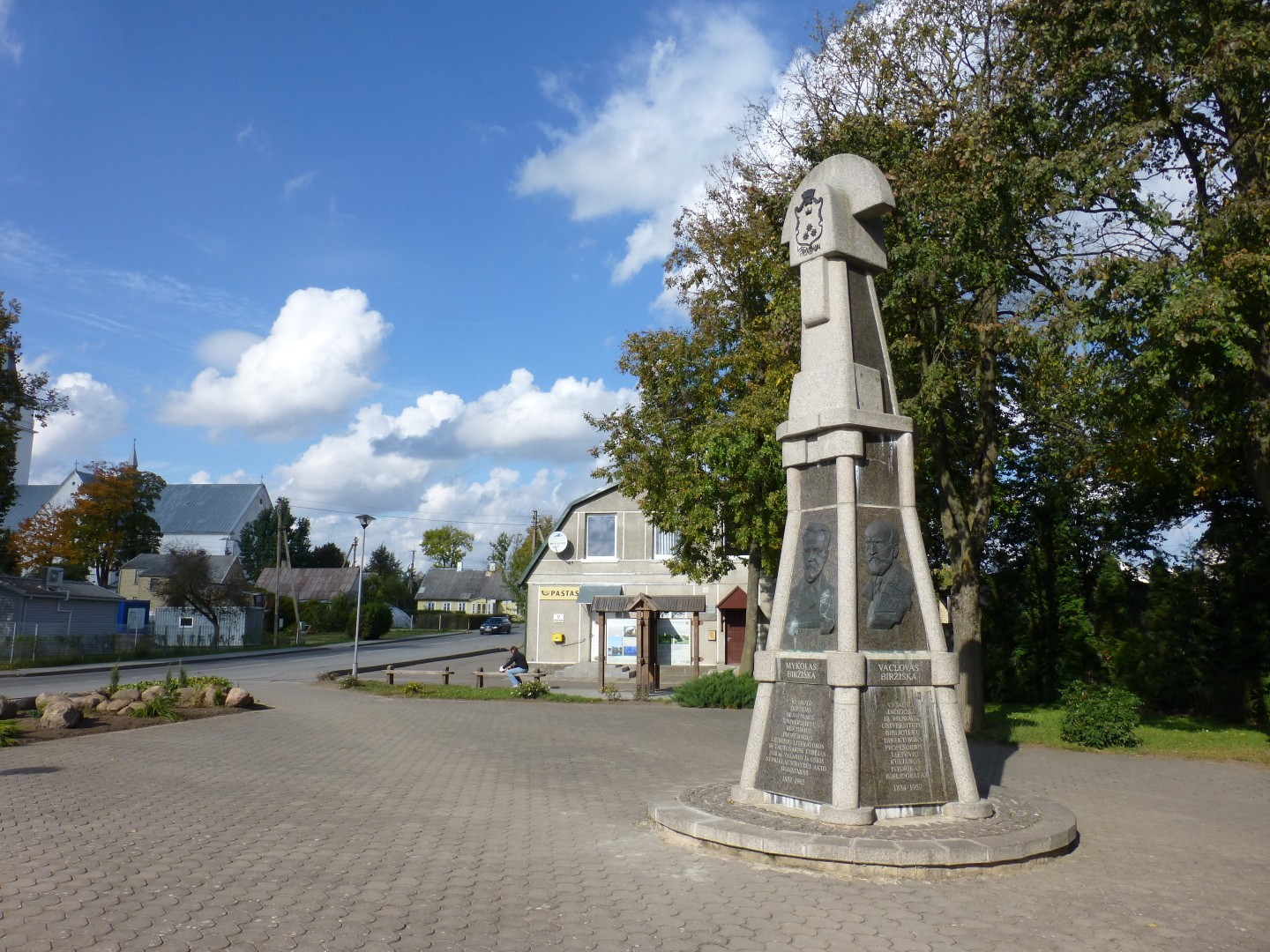
Plaça de la ciutat de Viekšniai